# Hoży doktorzy
Hoży doktorzy (ang. Scrubs) – amerykański serial komediowo-dramatyczny, którego głównymi bohaterami są pracownicy fikcyjnego szpitala pw. Świętego Serca (ang. Sacred Heart). Dosłowne tłumaczenie tytułu Scrubs, oznaczającego młodych lekarzy, to „fartuchy”, natomiast serial jest emitowany w Polsce na kanale Comedy Central pod tytułem „Hoży doktorzy”.
Głównym tematem serialu są perypetie początkującego lekarza Johna „J.D.” Doriana i jego przyjaciół – chirurga Chrisa Turka, lekarki Elliot Reid i pielęgniarki Carli Espinosy. Ratując życie chorym przeżywają pierwsze poważne miłości, doświadczenia lekarskie oraz stawiają czoła swoim wrednym przełożonym. Realizacja kolejnych sezonów serialu towarzyszyła awansowi zawodowemu głównych bohaterów, od stażystów do lekarzy prowadzących.
Serial jest luźno oparty na przeżyciach dr Jonathana Dorisa jako rezydenta medycyny wewnętrznej w Brown Medical School, który jest przyjacielem z college'u twórcy serii, Billa Lawrence’a.
Premiera serialu odbyła się 2 października 2001. Serial składa się z dziewięciu sezonów. Władze ABC zdecydowały, że 9. sezon będzie ostatnim.

## Fabuła
Akcja toczy się wokół różnorodnych tematów, dotyczących pracy w szpitalu, leczenia pacjentów i życia prywatnego bohaterów, którym towarzyszą komentarze głównego bohatera, a zarazem narratora, doktora Johna Michaela „J.D.” Doriana, granego przez Zacha Braffa. Narracja J.D. sprawia, że wszystko postrzegamy z jego perspektywy, a towarzyszą jej również częste marzenia dzienne narratora. Serial jest godny uwagi również dzięki kręceniu pojedynczą kamerą, a nie zestawem czterech kamer, jak to zazwyczaj dzieje się w sitcomach, jak również nie ma w nim „śmiechu z puszki” – spoza kadru.
W tej komedii są także bardziej poważne sceny obyczajowe, a wręcz dramatyczne. Lawrence powiedział: „Jedną z rzeczy, o których pomyśleliśmy na początku było pokazywanie od czasu do czasu realnych pacjentów i ludzi, którzy umierają naprawdę.”
Pod koniec większości odcinków J.D. przedstawia podsumowanie tematu lub morał historii w sekwencji ujęć, które pokazują, jak wpłynął on na każdego z bohaterów. Hoży doktorzy byli reklamowani jako "dwa razy krótsi od Ostrego Dyżuru i dwa razy śmieszniejsi". W serialu często gościnnie występowali kinowi aktorzy, na przykład Courteney Cox, Colin Farrell, Michael J. Fox, Brendan Fraser, Heather Graham i Matthew Perry.

### Seria dziewiąta
Serial zmienił swoją formułę. Szpital Świętego Serca został zburzony i wybudowany w innym miejscu, koło szkoły medycznej. W owym sezonie z siedmiu głównych aktorów zagrali Donald Faison oraz John C. McGinley. Zach Braff i Sarah Chalke wystąpili w kilku odcinkach. Neil Flynn pojawił się tylko w premierowym, z powodu konieczności pracy na planie innego serialu pt. "Pępek świata" (2009-2018).

## Obsada

### Główna
- Zach Braff – John Michael „J.D.” Dorian (175 odcinków), główny bohater i internista
- Donald Faison – Christopher Duncan Turk (182 odcinki), chirurg, najlepszy przyjaciel J.D.
- Sarah Chalke – Elliot Reid (173 odcinki),  internistka, przyjaciółka, sympatia i w końcu żona J.D.
- Judy Reyes – Carla Espinosa (169 odcinków), (tylko sezony 1 do 8), pielęgniarka, najlepsza przyjaciółka Elliot, później żona Chrisa Turka
- John C. McGinley – Percival „Perry” Ulysses Cox (182 odcinki), lekarz prowadzący i mentor J.D., później ordynator szpitala
- Ken Jenkins – Robert „Bob” Kelso (178 odcinków), ordynator szpitala Sacred Heart
- Neil Flynn – Glenn Matthews (170 odcinków), (tylko sezony 1 do 8 oraz 9.01), dozorca, pracownik techniczny szpitala, dręczyciel J.D.

### Drugoplanowa
- Robert Maschio – Todd „The Todd” Quinlan (127 odcinków), chirurg oraz przygłupi i rozochocony seksualnie przyjaciel Chrisa
- Sam Lloyd – Theodore „Ted” Buckland (95 odcinków), niezdarny prawnik szpitala
- Aloma Wright – Laverne Roberts (89 odcinki), (sezony 1 − 6), pielęgniarka, wierząca chrześcijanka
- Christa Miller – Jordan Sullivan (89 odcinków), pracownik administracyjny szpitala, członek zarządu, była żona i jednocześnie partnerka Perry'ego Coxa oraz matka jego syna i córki
- Johnny Kastl – Doug Murphy (48 odcinków), internista, a później patolog
- Travis Schuldt – Keith Dudemeister (39 odcinków), były narzeczony Elliot. W polskim tłumaczeniu jego nazwisko brzmi Fajnygość.
- Charles Chun – Phillip Wen (21 odcinków), chirurg i były przełożony Chrisa
- Mike Schwartz – Lloyd Slawski (18 odcinków), doręczyciel szpitala Sacred Hart
- Andrew Miller – Jack Cox (16 odcinków), syn Jordan i Perry'ego
- Michael Hobert – Lonnie (16 odcinków), jeden z rezydentów i uczniów J.D.
- Elizabeth Banks – Kim Briggs (15 odcinków), urolog i matka syna J.D. oraz dziewczyna Seana
- Scott Foley – Sean Kelly (12 odcinków), były chłopak Elliot
- Tara Reid – Danni Sullivan (11 odcinków), siostra Jordan i była dziewczyna J.D.
- Heather Graham – Molly Clock (9 odcinków), psychiatra i była zauroczenie J.D. oraz mentorka Elliot
- Eliza Coupe – Denise Mahoney (24 odcinki), (od 8 sezonu), uczennica J.D.
- Kerry Bishé – Lucy Bennet, (13 odcinków w 9 sezonie), uczennica Elliot
- Michael Mosley – Drew Suffin, (13 odcinków w 9 sezonie)
- Dave Franco – Cole Aaronson, (13 odcinków w 9 sezonie)

### Gościnna
- Michael Learned – Patricia Wilk (8 odcinków), kilkukrotna, zmarła pacjentka szpitala
- Geoff Stevenson – Seymour Beardfacé (8 odcinków), chirurg na którego wszyscy mówili „Brodacz”, podczas gdy nazywał się Boradacz
- Tom Cavanagh – Dan Dorian (7 odcinków), brat J.D. i były chłopak Elliot oraz agent nieruchomości
- Manley Henry – Ronald „Snoop Dogg” (7 odcinków), lekarz w szpitalu, podobny do pewnego amerykańskiego rapera
- Nicole Sullivan – Jill Tracy (6 odcinków), zmarła na wściekliznę kilkukrotna pacjentka szpitala
- Bob Bencomo – pułkownik Coleman Slawski (6 odcinków), ojciec Lloyda i lekarz w szpitalu
- Phill Lewis – Hooch (5 odcinków), były chirurg w szpitalu
- Kate Micucci – Stephanie Gooch (5 odcinków), (od 8 sezonu), dziewczyna Teda
- Richard Kind – Harvey Korman (4 odcinki), hipochondryk i kilkukrotny pacjent szpitala
- Michael Weston – Brian Dancer (4 odcinki), były żołnierz i pacjent szpitala
- Rick Schroder – Paul Flowers (4 odcinki), pielęgniarz i były chłopak Elliot
- Amy Smart – Jamie „Smaczna Śpiączkowa” Moyer (4 odcinki), żona i wdowa po jednym z pacjentów oraz była dziewczyna J.D.
- Brendan Fraser – Ben Sullivan (3 odcinki), zmarły na białaczkę brat Jordan i Danni oraz najlepszy przyjaciel Coxa
- Aloma Wright – Shirley (3 odcinki), pielęgniarka, którą tylko J.D. nazywał „druga Laverne”
- Courteney Cox – Taylor Maddox (3 odcinki), chwilowa ordynator szpitala po przejściu Kelso na emeryturę
- Alexander Chaplin – Sam Thompson (3 odcinki), uzależniony od leków kilkukrotny pacjent szpitala
- Freddy Rodríguez – Mark Espinosa (3 odcinki), brat Carli, Gabrieli i Marii oraz dręczyciel Chrisa
- Markie Post – Lily Reid (3 odcinki), matka Elliot i jej 4 braci
- John Ritter – Sam Dorian (2 odcinki), rozwiedziony oraz zmarły ojciec Dana i Johna
- Hattie Winston – Margaret Turk (2 odcinki), matka Chrisa i Kevina
- Mandy Moore – Julie Quinn (2 odcinki), była dziewczyna J.D., którą prześladował pech
- Julianna Margulies – Neena Broderick (2 odcinki), apodyktyczna prawniczka specjalizująca się w pozwach przeciw szpitalom i była dziewczyna J.D.
- Lane Davies – Simon Reid (2 odcinki), ojciec Elliot i jej 4 braci
- Cheryl Hines – Paige Cox (1 odcinek), wierząca chrześcijanka i siostra Perry'ego
- Darryl Lynn Hughley – Kevin Turk (1 odcinek), bogaty i rozwiedziony brat Chrisa
- Keri Russell – Melody O’Harra (1 odcinek), przyjaciółka Elliot z bractwa studenckiego
- Heather Locklear – Julie Keaton (1 odcinek), sprzedawczyni leków i była dziewczyna Coxa

## Polska wersja
Wersja polska: na zlecenie Comedy Central Polska – Master Film

Tekst: Olga Dowgird

Czytał: Jan Czernielewski

## Nagrody
| Rok  | Nagroda      | Kategoria                                                                         | Nagrodzeni                              | Za odcinek              |  |
| ---- | ------------ | --------------------------------------------------------------------------------- | --------------------------------------- | ----------------------- |  |
|      |              |                                                                                   |                                         |                         |  |
| 2005 | Nagroda Emmy | Najlepszy montaż serialu kręconego przy użyciu wielu kamer                        | John Michel                             | My Life in Four Cameras |  |
|      |              |                                                                                   |                                         |                         |  |
| 2007 | Nagroda Emmy | Najlepszy dźwięk w serialu komediowym, dramatycznym (półgodzinnym) lub animowanym | Joe Foglia, John W. Cook, Peter Nusbaum | My Musical              |  |

## Spis odcinków
| Seria | Liczba odcinków | Premiera amerykańska i kanadyjska | Wydanie DVD |
| ----- | --------------- | --------------------------------- | ----------- |
| 1     | 1–24 (24)       | 02.11.2001 – 21.05.2002           | 17.05.2005  |
| 2     | 25–46 (22)      | 29.09.2002 – 17.04.2003           | 15.11.2005  |
| 3     | 47–68 (22)      | 02.10.2003 – 04.05.2004           | 09.05.2006  |
| 4     | 69–93 (25)      | 31.08.2004 – 10.05.2005           | 10.10.2006  |
| 5     | 94–117 (24)     | 03.01.2006 – 16.05.2006           | 22.05.2007  |
| 6     | 118–139 (22)    | 30.11.2006 – 17.05.2007           | 30.10.2007  |
| 7     | 140–150 (11)    | 25.10.2007 – 08.05.2008           | 11.11.2008  |
| 8     | 151–169 (19)    | 06.01.2009 – 06.05.2009           | 25.08.2009  |
| 9     | 170–182 (13)    | 01.12.2009 – 17.03.2010           | 08.03.2013  |